# Demología
Demología es la ciencia que "estudia” al pueblo, no solo lo describe (porque) no solo estudia al 'demos' (pueblo) por el método estadístico, sino también por cualquier otro método de investigación, más amplia y comprensiva que la demografía, la demología estudia todos los movimientos humanos y deduce de ellos leyes generales y abstractas".
La cantidad y la calidad de la población son problemas estudiados por la demografía y la demología, respectivamente.